# Villa Alemana
Villa Alemana är en stad i Chile och ligger i regionen Valparaíso. Staden ingår i Valparaísos storstadsområde (Gran Valparaíso) och har cirka 125 000 invånare.